# Bahrain ved sommer-OL 2016
Bahrain deltog ved Sommer-OL 2016 i Rio de Janeiro som blev arrangeret i perioden 5. august til 21. august 2016. 

## Medaljer
| 2016 Rio de Janeiro | Guld | Sølv | Bronze | Total |
| Bahrain             | 1    | 1    | 0      | 2     |

### Medaljevinderne
| Bahrain under sommer-OL 2016 i Rio de Janeiro | Bahrain under sommer-OL 2016 i Rio de Janeiro | Bahrain under sommer-OL 2016 i Rio de Janeiro | Bahrain under sommer-OL 2016 i Rio de Janeiro | Bahrain under sommer-OL 2016 i Rio de Janeiro |
| Medalje                                       | Navn                                          | Sport                                         | Event                                         | Dato                                          |
| --------------------------------------------- | --------------------------------------------- | --------------------------------------------- | --------------------------------------------- | --------------------------------------------- |
| Guld                                          | Ruth Jebet                                    | Atletik                                       | 3000 meter forhindringsløb                    | 15. august                                    |
| Sølv                                          | Eunice Kirwa                                  | Atletik                                       | Maraton                                       | 14. august                                    |